# Propargil-klorid
A propargil-klorid szerves vegyület, képlete HC2CH2Cl. Színtelen, könnyfakasztó hatású folyadék. A szerves kémiában alkilezőszerként használják.

## Fordítás
Ez a szócikk részben vagy egészben  a   Propargyl chloride című angol Wikipédia-szócikk ezen változatának fordításán alapul.  Az eredeti cikk szerkesztőit annak laptörténete sorolja fel. Ez a jelzés csupán a megfogalmazás eredetét és a szerzői jogokat jelzi, nem szolgál a cikkben szereplő információk forrásmegjelöléseként.